# Stamnodes brachynesis
Stamnodes brachynesis är en fjärilsart som beskrevs av Louis Beethoven Prout 1938. Stamnodes brachynesis ingår i släktet Stamnodes och familjen mätare. Inga underarter finns listade i Catalogue of Life.